# Совершенное оружие (фильм, 2016)
«Совершенное оружие» (англ. The Perfect Weapon) — боевик режиссёра Маттиаса Пара. Премьера состоялась 3 августа 2016 года. Фильм вышел сразу на видео.

## Сюжет
США, 2045 год. В будущем тоталитарное государство, управляемое неким Директором, контролирует все стороны жизни людей. Оперативник Кондор, работающий на правительство (которое все называют Штат), по заданию своего начальства убивает политика Бальтазара Уайта, который имел отношение к движению сопротивления. При этом Кондор пощадил девушку, несмотря на то, что был должен устранить всех свидетелей. Теперь за ним начинают охоту его бывшие коллеги.

## В ролях
| Актёр          | Роль                   |
| -------------- | ---------------------- |
| Джонни Месснер | Кондор                 |
| Саша Джексон   | Нина                   |
| Стивен Сигал   | Директор               |
| Ричард Тайсон  | надзиратель            |
| Вернон Уэллс   | дознаватель            |
| Лэнс Э. Николс | политик Бальтазар Уайт |

## Производство
Роль Кондора должен был сыграть Дольф Лундгрен, но был заменён на Джонни Месснера. По словам режиссёра, главным источником вдохновения послужил культовый фильм «Бегущий по лезвию». Парр отметил, что ему не понравился первоначальный вариант сценария и он полностью его переписал.
Съёмки фильма были закончены в ноябре 2015 года.